# Calders
Calders est une commune catalane d'Espagne, située dans la province de Barcelone.

## Histoire
La commune fait partie de la comarque du Bages jusqu'en 2015, date à laquelle elle rejoint la nouvelle comarque du Moianès.